# Bataille de Dolianá
Guerre d'indépendance grecque
Batailles
- Patras
- Alamana
- Gravia
- Valtetsi
- Doliana
- Drăgășani
- Tripolizza
- Péta
- Chios
- Dervénakia
- Nauplie
- Karpénissi
- Guerres civiles (en)
- Psará
- Maniaki (en)
- Sphactérie
- Missolonghi
- Arachova
- Phalère
- Navarin

La bataille de Dolianá est livrée le 18 mai 1821 pendant la guerre d'indépendance grecque. Elle est un des épisodes du siège de Tripolizza. Elle oppose près du village de Dolianá les indépendantistes grecs commandés par Nikítas Stamatelópoulos aux troupes ottomanes venant de Tripolizza et qui envisageaient d'attaquer Vérvena. Les Turcs sévèrement battus sont contraints de battre en retraite. Les exploits de Nikitas Stamatelopoulos lors de cette bataille lui valurent le surnom de « Τουρκοφάγος » (Tourkophagos), le «Mangeur de Turcs».

## Sources
- (en) An index of events in the military history of the Greek nation, Athènes, Army History Directorate, 1998, 506 p. (ISBN 978-960-7897-27-5, OCLC 475469625)